# Marisa Lavanchy
Marisa Lavanchy, née le 4 janvier 1990, est une athlète suisse spécialiste du sprint. Championne suisse du 200 m, elle détient également le record suisse du 4 × 100 m.

## Biographie
Marisa Lavanchy a décroché le titre de championne suisse du sprint en 2012. 
Au niveau international, elle s’est illustrée comme finaliste des championnats du monde juniors en 2009 au 4 × 100 m, comme finaliste lors des championnats d’Europe juniors 4 × 100 m en 2009 et, plus récemment, en prenant part aux Jeux olympiques de 2012 à Londres pour le 4 × 100 m et aux championnats du monde de 2013 à Moscou. 
Elle met un terme à sa carrière sportive le 1er septembre 2016 à l'issue du Weltklasse Zurich 2016. 

## Palmarès
| Date | Compétition               | Lieu   | Résultat | Épreuve   | Temps   |
| ---- | ------------------------- | ------ | -------- | --------- | ------- |
| 2013 | Jeux de la Francophonie   | Nice   | 5e       | 100 m     | 12 s 02 |
| 2013 | Jeux de la Francophonie   | Nice   | 2e       | 4 × 100 m | 45 s 01 |
| 2014 | Championnats d'Europe     | Zurich | —        | 100 m     | DNF     |
| 2015 | Relais mondiaux de l'IAAF | Nassau | 8e       | 4 × 100 m | 43 s 74 |

### Records personnels[2]
| Discipline    | Performance | Lieu       | Date            |
| ------------- | ----------- | ---------- | --------------- |
| 100 m         | 11.42       | Bulle      | 12 juillet 2014 |
| 200 m         | 24.15       | Zürich     | 30 août 2012    |
| 200 m (salle) | 23.93       | Magglingen | 3 février 2013  |